# ジャック・ペジブル
ジャック・ペジブル（Jacques Paisible, 1656年ごろ – 1721年）は、王政復古期のイングランド宮廷（ロンドン）で活躍したフランス出身の演奏家・作曲家。ジェイムズ・ペザブル（James Peasable ）なる英語名でも知られた。
1670年代に渡英し、1682年にチャールズ2世の愛人だった歌手メアリ・デイヴィスと結婚した。チェロ奏者や劇場音楽の作曲で生計を立てていたが、リコーダー界で第一線に立つヴィルトゥオーソとしても活躍し、ほとんどの作品にリコーダーを用いている。